# Bowmanova čahura
Bowmanova čahura (također Bowmanova kapsula, glomerulska kapsula), dvoslojna vrećasta epitelna tvorba u bubregu. Oblaže bubrežni glomerul, prima tekućinu koja se iz njega pročišćava i provodi je u proksimalni kanalić. Dva sloja ove čahure su unutarnji i vanjski. Unutarnji je epitelni, oblaže kapilare bubrežnoga glomerula i zove se još visceralni list čahure.
Potpuno obavija svaku kapilaru u glomerulu. Potonjeg tvore bizarno oblikovane stanice (podociti) dugih nastavaka razgranjenih poput lista paprati. Vanjski sloj omeđuje čahuru izvana i zove se još parijetalni list. Čini ga jednoslojni pločasti epitel. Čahura je vreća čašasta oblika, nalazi se na početku tubularne komponente nefrona.
Skupa s glomerulom (klupkom kapilara) tvori Malphighijevo tjelešce (renalno, bubrežno tjelešce). Tih tjelešaca u svakom bubregu je od 1 do 2 milijuna.
U suvremenoj literaturi ne rabi se više naziv Malphigijevo tjelešce radi izbjegavanja zamjena s istoimenom strukturom u slezeni.
Uloga joj je provoditi prvi korak pročišćavanja urina iz krvi.
U glomerul ulazi visoko stlačena krv. Cijedi se kroz malene pore u stijenci kapilara glomerula i unutarnjeg sloja Bowmanove čahure. Veći dio tekućeg dijela krvi procijedi se tako. Ostaju krvne stanice i većina velikih molekula kao što su bjelančevine. Filtrat je bistra procijeđena tekućina. Ona utječe u Bowmanov prostor. To je zona između unutarnjih i vanjskih slojeva Bowmanove čahure. Iz njega otječe u cijev koja izlazi iz Bowmanove čahure. Slojevi odnosno listovi iz čahure omeđuju Bowmanov interkapsularni prostor. Primarni urin je glomerulski filtrat i izlučuje se u taj prostor.
Bowmanova čahura dobila je ime prema Williamu Bowmanu, engleskom anatomu, kirurgu, fiziologu i oftalmologu koji ju je prvi opisao.

## Vanjske poveznice
- PBF Zagreb Bubrezi i stvaranje mokrace - PBF
- Ilić, Sanda. Zadražil, Lela. Kostanić, Ljubica. Školski leksikon biologije s pitanjima za maturu i prijemne  Arhivirana inačica izvorne stranice od 24. ožujka 2019. (Wayback Machine) (ur. Hrvoje Zrnčić), Hinus, Zagreb, ISBN 978-953-6904-26-6, str. 49 i 94